# Хемпхил (окръг, Тексас)
Окръг Хемпхил (на английски: Hemphill County) е окръг в щата Тексас, Съединени американски щати. Площта му е 2362 km², а населението - 3351 души (2000). Административен център е град Кънейдиън.